# Earthless
Earthless ist eine US-amerikanische, mehrheitlich instrumentale Psychedelic- und Stoner-Rock-Band aus San Diego, Kalifornien. Bestehend aus Isaiah Mitchell (Gitarre, Gesang), Mike Eginton (Bass) und Mario Rubalcaba (Schlagzeug). 2005 erschien ihr erstes Album Sonic Prayer.

## Geschichte

### Gründung
Als der Schlagzeuger Mario Rubalcaba in seine Heimatstadt San Diego zurückkehrte, um der Band Rocket From The Crypt beizutreten, traf er eines Tages auf den zukünftigen Earthless Bassisten Mike Eginton. Gitarrist Isaiah Mitchell spielte bei Lions of Judah, als er Eginton kennenlernte. Mitchell, Eginton und Rubalcaba fanden heraus, dass sie sich alle für japanischen Psychedelic-Rock und deutschen Krautrock interessierten.
Als Eginton den Bandnamen Earthless vorschlug, hatten sie schon fünf Probesessions und eine Live-Show im Casbah in San Diego hinter sich.

## Auszeichnungen
Das 2005 erschienene Debüt-Album Sonic Prayer, gewann 2009 den Best Hard Rock Album Award an den San Diego Music Awards. Zeitgleich war auch ihr zweites Album für den gleichen Award nominiert, sowie die Band als Best Hard Rock Artist.

## Diskografie

### Studioalben
- Sonic Prayer (2005)
- Rhythms from a Cosmic Sky (2007)
- From The Ages (2013)
- Black Heaven (2018)
- Night Parade of One Hundred Demons (2022)

### Livealben
- Live at Roadburn (2008)
- Sonic Prayer Jam (2012)
- Live at Freak Valley (2015)
- Live at Tym Guitars, Brisbane Australia (2015)
- Earthless from the West (2018)
- Live in the Mojave Desert (2021)

### EPs
- Sonic Prayer Jam (2005)
- Witch / Earthless (2008)
- White Hills / Earthless (2013)